# Irene Huss - Nattrond
Irene Huss: Nattrond, es una película de crimen y misterio estrenada el 30 de abril de 2008 dirigida por Anders Engström. La película es la tercera entrega de la serie de películas que forman parte de Irene Huss.
La película está basada en el personaje principal de las novelas de la escritora sueca Helene Tursten.

## Historia
Un apagón deja al Hospital Löwanderska completamente obscuro, cuando el doctor Sverker Löwander oye que la alarma de uno de los ventiladores se apaga corre a la unidad de cuidados intensivos sólo para encontrar a la enfermera a cargo muerta en el hueco de una de las escaleras y a la otra desaparecida. 
Cuando la detective inspectora Irene Huss llega, el único testigo afirma haber visto a la enfermera Tekla haciendo sus rondas, sólo hay un problema, la enfermera Tekla se suicidó en el hospital hace más de 60 años.

## Personajes

### Personajes principales
| Actor              | Personaje            | Ocupación            |
| ------------------ | -------------------- | -------------------- |
| Angela Kovács      | DI. Irene Huss       | Detective Inspectora |
| Reuben Sallmander  | Krister Huss         | -                    |
| Lars Brandeby      | Sven Andersson       | -                    |
| Dag Malmberg       | Jonny Blom           | -                    |
| Emma Swenninger    | Birigtta Moberg      | -                    |
| Eric Ericson       | Fredrik Stridh       | -                    |
| Anki Lidén         | Yvonne Stridner      | -                    |
| Magnus Roosmann    | Dr. Sverker Löwander | Doctor               |
| Alexandra Rapaport | Carina Löwander      | -                    |
| Jana Damröse       | Tekla                | Enfermera            |
| Mikaela Knapp      | Jenny Huss           | -                    |
| Felicia Löwerdahl  | Katarina Huss        | -                    |

### Personajes secundarios
| Actor                   | Personaje       | Ocupación          |
| ----------------------- | --------------- | ------------------ |
| Jerker Fahlström        | Folke Bengtsson | -                  |
| Margareta Olsson        | Siv             | Enfermera          |
| Maria Hedborg           | Gunilla Landén  | -                  |
| Fredrik Evers           | Anders Svärd    | -                  |
| Christer Fjellström     | Stellan Vik     | -                  |
| Rebecka Andréasson      | Linda           | -                  |
| Jonas Sjöqvist          | Niklas          | -                  |
| Sofia Peterson          | Marianne        | -                  |
| Else-Marie Brandt       | Sra. Landgren   | -                  |
| Siv Hallberg Söderström | -               | Amiga de Jenny     |
| Martin Kjellgren        | -               | Oficial de Policía |
| Ola Hedén               | -               | Electricista       |

## Producción
La película fue dirigida por Anders Engström, escrita por Ulrika Kolmodin (en el guion) y basado en la novela de Helene Tursten.
Producida por Johan Fälemark, Hillevi Råberg y Ole Søndberg, en coproducción con Lotta Dolk, Tomas Eskilsson y Hans-Wolfgang Jurgan, en asociación con el productor de línea Daniel Ahlqvist, los productores asociados Morten Fisker y Søren Stærmose, y el productor ejecutivo Peter Hiltunen.
La música estuvo bajo el cargo de Thomas Hagby y Fredrik Lidin.
La cinematografía estuvo en manos de Peter Mokrosinski, mientras que la edición por Jan-Olof Svarvar.
La película fue estrenada el 30 de abril de 2008 en Suecia en con una duración de 1 hora con 30 minutos. 
Filmada en Gotemburgo, Provincia de Västra Götaland, en Suecia.
Contó con la participación de las compañías de producción "Illusion Film & Television" y "Yellow Bird", en co-participación con "ARD Degeto Film", "Kanal 5" y "Film Väst".
En el 2008 en Suecia por "Kanal 5" en televisión, en el 2009 por "Arbeitsgemeinschaft der öffentlich-rechtlichen Rundfunkanstalten der Bundesrepublik Deutschland (ARD)" en Alemania por televisión y en los Países Bajos en el 2010 por "Lumière Home Entertainment" por DVD y en el 2012 por "Film1" por televisión limitada. Otras compañías que participaron fueron "Panorama film & teatereffekter" así como "Film Finances", "Ljudligan" (estudio de sonido) y "Nostromo" (edición: avid).

### Emisión en otros países
| País         | Título                                        | Fecha de Estreno                            |
| ------------ | --------------------------------------------- | ------------------------------------------- |
| Alemania     | Irene Huss, Kripo Göteborg - Der zweite Mord  | 2 de agosto de 2009 (estreno en televisión) |
| Dinamarca    | Irene Huss: Nattevagt                         | -                                           |
| Finlandia    | Irene Huss: Yökierto                          | -                                           |
| Noruega      | Irene Huss - Nattevakt                        | -                                           |
| Países Bajos | -                                             | 27 de abril de 2010                         |
| Polonia      | Inspektor Irene Huss - Smierc przychodzi noca | -                                           |